# إيفان بينيدا
إيفان بينيدا (بالإسبانية: Iván Pineda)‏ ولد في (22 يوليو 1992) هو لاعب كرة قدم مكسيكي في مركز الدفاع. لعب مع نادي خواريز.

## وصلات خارجية
- إيفان بينيدا على موقع قاعدة بيانات كرة القدم.إي يو (الإنجليزية)
- إيفان بينيدا على موقع Soccerway.com (الإنجليزية)
- إيفان بينيدا على موقع AS.com (الإسبانية)